# Chu Ťin-tchao
Chu Ťin-tchao (čínsky pchin-jinem Hú Jǐntāo, znaky tradiční 胡錦濤; * 21. prosince 1942, Ťiang-jen, provincie Ťiang-su) je čínský politik. V minulosti zastával funkce čínského prezidenta, generálního tajemníka KS Číny, člena stálého výboru politbyra Ústředního výboru KS Číny a předsedy Ústřední vojenské komise.
V roce 2010 jej americký magazín Forbes, známý svým prestižním žebříčkem nejbohatších lidí planety, označil za nejmocnějšího muže světa.

## Život
V dubnu roku 1964 vstoupil do KS Číny a absolvoval známou čínskou univerzitu Čching-chua v Pekingu. V 80. letech minulého století byl odpovědným činitelem Komunistického svazu mládeže a Všečínské federace mládeže, v letech 1982–1985 kandidátem ústředního výboru a poté jeho členem. Poté zastával funkce v provincii Kuej-čou a v Tibetské autonomní oblasti. V letech 1998–2003 působil na postu viceprezidenta Čínské lidové republiky. Po nástupu do pozice generálního tajemníka komunistické strany se nikdy veřejně nevyslovil k otázce pronásledování duchovní školy Fa-lun-kung, ale i za jeho vlády represe komunistických úřadů vůči Fa-lun-kungu pokračovaly.
V letech 2003 až 2013 byl Chu prezidentem Číny. Byl představitelem liberálnějšího směru a otevřenější éry vlády Čínské komunistické strany.
Během 20. sjezdu Komunistické strany Číny v říjnu 2022 byl strážci pořádku vyveden z pódia. Chu představuje „kolektivní“ model vedení se zástupci frakcí a věkovými a funkčními limity, a není tedy považován za příznivce Si Ťin-pchinga. Důvodem jeho odchodu bylo podle BBC zřejmě to, že tak měl být symbolicky odstraněn vůdce reprezentující dřívější dobu, nebo má vážné zdravotní problémy. Oficiální agentura Nová Čína napsala, že Chu Ťin-tchao si nedávno musel vzít čas na zotavenou. „Když se během sezení necítil dobře, jeho tým ho v zájmu jeho zdraví doprovodil do vedlejší místnosti, aby si odpočinul,“ uvedla.

## Vyznamenání
- Řád Pákistánu – Pákistán, 24. listopadu 2006
- velkokříž Řádu peruánského slunce – Peru, 2008
- Řád knížete Jaroslava Moudrého I. třídy – Ukrajina, 31. srpna 2010 – udělil prezident Viktor Janukovyč za vynikající osobní přínos k rozvoji spolupráce mezi Ukrajinou a Čínou[7]
- Řád José Martího – Kuba[8]